# ستار جابر

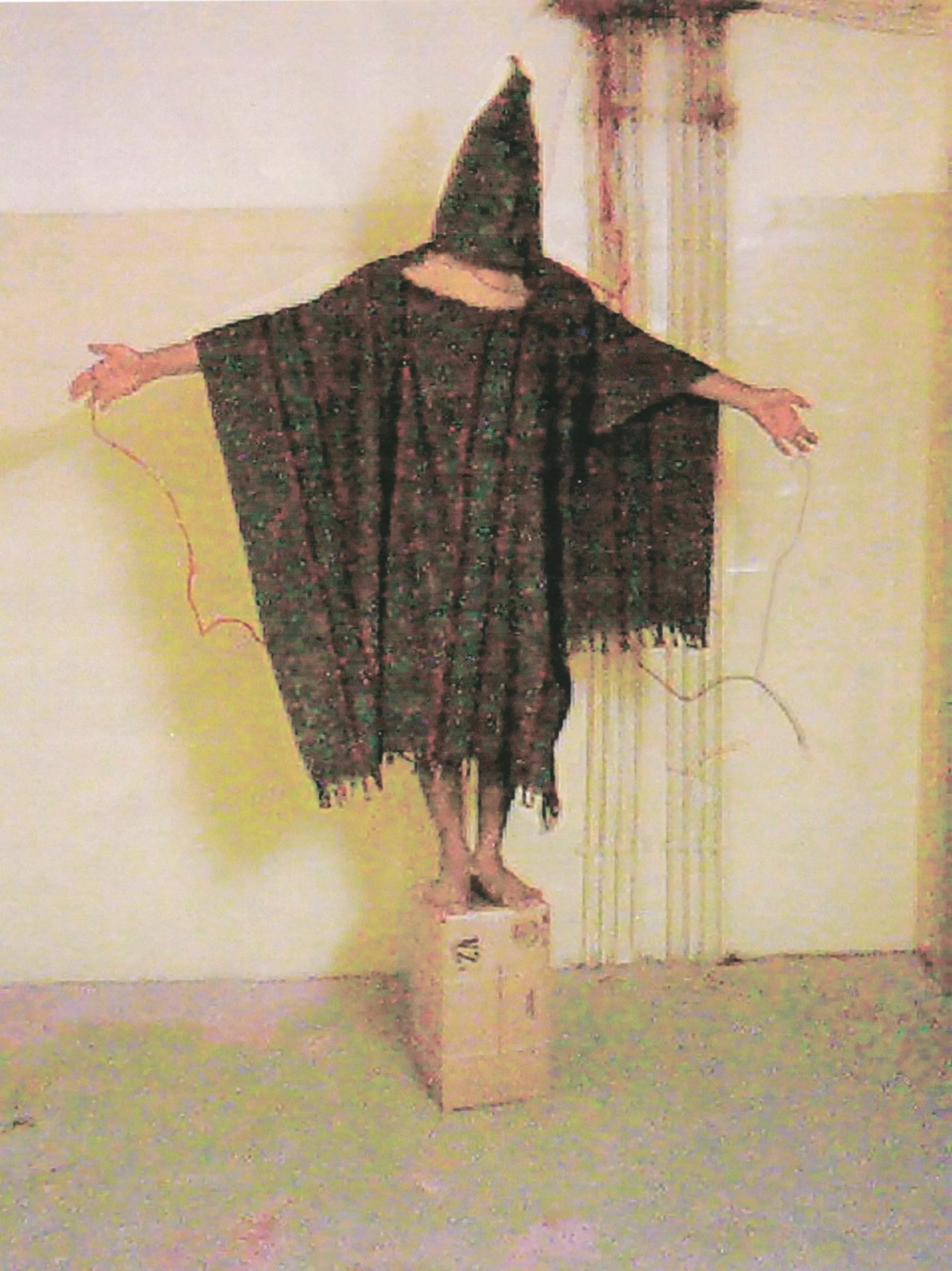
معروف‌ترین عکس شکنجه‌ها

ستار جابر از زندانیان عراقی در زندان ابوغُرَیب در عراق بود که عکس‌های شکنجه جسمی وی برای روزها در صفحات مجلات و روزنامه‌های جهان قرار داشت. در معروفترین این عکس‌ها، به دستان و آلت تناسلی و نوک پستان های وی کابل برق وصل شده بود، و به وی گفته شده بود در صورت تکان خوردن دچار برق‌گرفتگی خواهد شد. البته پس از افشای ماجرا ارتش آمریکا، اعلام کرد، کابل‌ها به برق وصل نبوده‌است، این ادعا  بعداً توسط جابر تکذیب شد. 
این عکس باعث اعصبانیت شدید مردم آمریکا در ایالت های همچون تگزاس و کالیفرنیا و نیویورک و میشیگان و فلوریدا و واشنگتن و پنسیلوانیا و ایلینویز شد و باعث شد مردم آمریکا حدود ۱۸۴ روز به طور متوالی در جلوی ستاد فرماندهی مرکزی ایالات متحده آمریکا جمع شده و اعتراض کنند.بعد از پخش شدن این عکس محبوبیت جورج دبلیو بوش به شدت کاهش یافت و باعث شد وزیر دفاع وقت توسط مجلس سنا استیضاح شود.
کارمندان بورس وال استریت از اولین اعتصاب کنندگان بودند.
این اعتراضات ضربه فجیعی به اقتصاد ایالات متحده وارد کرد. این اعتراضات بخشی از بحران مالی ۲۰۰۷–۲۰۰۸ بود.
جابر به جرم دزدی اتومبیل زندانی شده بود.